# Großsteingräber bei Stahnsdorf
Die Großsteingräber bei Stahnsdorf waren mehrere megalithische Grabanlagen unbekannter Zahl der Jungsteinzeit bei Stahnsdorf im Landkreis Potsdam-Mittelmark (Brandenburg). Leopold von Ledebur erwähnt Mitte des 19. Jahrhunderts eine große Menge Steine auf dem Windmühlenberg bei Stahnsdorf. Dies wurde von späteren Autoren als Hinweis auf (bereits zerstörte?) Großsteingräber angesehen.